# ピコイ
株式会社ピコイは、東京都千代田区に本社を、新潟県新潟市中央区に本店を置く、住宅・建築物関連の専門工事会社。主に断熱工事・防水工事・地盤改良 工事・シロアリ駆除工事等を行なっている。大手住宅メーカーの他、一般工務店からの受注がメインの事業活動。支店・営業所は国内29か所。

## 概要、
社名は、ハワイ の伝説的人物であるネズミ捕り名人とされた男性の名「ピコイ（Piikoi）」に由来している。
空手家であった近藤建が、道場だけでは生活が成り立たず、日々の生活の糧を得るために1970年2月に個人事業として創業。
当初は飲食店のネズミ・ゴキブリの駆除が主業務であったが、シロアリによる住宅被害が社会問題となってきたことを受け、シロアリ駆除業務を開始する。1972年1月にラットパトロールピコイを設立。
シロアリ駆除で急成長したピコイは、1976年に開始した緑化事業を皮切りに、断熱、防水、住宅リフォーム、床暖房、産業用ジェットポンプなど、次々と新規事業を展開。1996年10月に店頭公開した。
1999年8月に新規事業として手がけていた建築資材「ラス型枠」の取引先が自己破産し、さらに同9月、ピコイが資金援助していた4社が相次いで倒産状態となったため、回復不能のダメージを負った。
2000年7月31日、ピコイは新潟地裁に和議を申請。認可を受け、再建に向かう。和議債務完済期限は2010年であったが、大幅なリストラクション（社員数360名を260名に縮小）と企業努力により、2005年3月31日に異例の早さで和議を終了する。
2005年2月1日にピコイ専務であった青柳実を二代目の社長に起用し、近藤は同日より会長に就任。2006年8月31日に退職した。青柳は2007年5月17日の株主総会にて解任となる。
現在フリージアグループの傘下企業の1社として「経営体質の一層の健全化」に取り組み、昨今の経済状況下でも逆に「収益を大きく伸ばせる体制」が整ったとして、大量の新卒者の採用（2009年春）を行う等積極的な営業展開を行っている。なお、ピコイはフリージアグループの売り上げの6割強を担っている。

## 事業概要
- 断熱、防音・防震事業

天井と壁の吹き込み断熱（ブローイング）・床と壁の断熱及び気密工事・計画換気工事・ウレタン発泡（軟質アイシネン）・耐火被覆・断熱パネル（充填断熱・外断熱）・防音・防震設計
- CS暖房事業

床暖房  ・パネル暖房 ・融雪（屋根・ロード）工事
- 木材保存事業

木材防腐・白アリ等防除・天幕ガス燻蒸
- 防水事業

FRP防水 ・水性塗膜防水 ・止水工事 ・他各種防水
- 床下環境改善事業

床下換気装置 ・床下撹拌送風システム ・床下調湿（調湿剤、備長炭）
- 地盤改良事業
- 耐震事業
- セキュリティー事業
- 測定・調査業務

気密測定・有害化合物（VOC）測定・一般住宅用地盤調査（SS式）・建物耐震耐久調査
- 販売事業

各種建築資材・一般建築金物 ・合理化工法建築金物・プレカット部材（合理化工法・金物工法・在来工法）

## 沿革
- 1970年2月 - 新潟市太平（現、東区）に、害虫駆除業者として創業。
- 1972年1月 - 株式会社ラットパトロールピコイ設立。
- 1973年5月 - 商号を株式会社ピコイ白蟻研究所に変更。
- 1981年2月 - 旭ファイバーグラスと業務提携し断熱事業を開始。
- 1982年2月 - 商号を株式会社ピコイに変更。
- 1994年7月 - 住友林業とFRP防水工事に関する基本契約。
- 1996年10月 - 日本証券業協会に株式店頭登録。
- 1999年10月 - 新潟地方裁判所に対し和議開始を申立。
- 2000年11月 - 和議認可決定確定。
- 2005年3月 - 和議早期終結。
- 2007年1月 - フリージアハウスとログハウス事業に関する業務提携、及びフリージアトレーディングと資本提携に関する基本契約を締結。
- 2008年5月 - フリージアグループの傘下企業となる。また、本社を東京都千代田区に移転。